# مدرسه حقوق کلمبیا
مدرسه حقوق کلمبیا (انگلیسی: Columbia Law School) از مدارس عالی حرفه‌ای دانشگاه کلمبیا، از اعضای آیوی لیگ است. این مدرسه یکی از معتبرترین مدارس حقوق در جهان شناخته می‌شود و از سوی یواس نیوز اند ورلد ریپورت همواره در بین ۵ مدرسه حقوق برتر آمریکا رتبه‌بندی شده‌است.کلمبیا به خاطر قوی بودن در حقوق ابرشرکت‌ها و امکان قرارگیری دانش آموختگانش در شرکت‌های حقوقی برتر کشور شناخته می‌شود.
مدرسه حقوق کلمبیا در سال ۱۸۵۸ به عنوان مدرسه حقوق کالج کلمبیا تأسیس شد و به خاطر دانشوری حقوقی اش که تاریخ آن به قرن هیجدهم بر می‌گردد شناخته شده‌است. فارغ التحصیلان کینگز کالج، که نیای این دانشگاه بوده، شامل چهره‌های اولیه قضایی آمریکا چون جان جی، که بعدها نخستین قاضی ارشد دیوان عالی ایالات متحده آمریکا شد، می‌شود.